# Humphrey Lyttelton
Humphrey Richard Adeane Lyttelton (23 mei 1921, Eton (Berkshire), – 25 april 2008, Londen), ook bekend als Humph, was een Brits jazzmuzikant en radiopresentator.
Lyttelton was samen met Chris Barber een van de bekendste Engelse jazzbandleiders in de jaren na de Tweede Wereldoorlog. Hij speelde met grootheden als Louis Armstrong en Edmond Hall. Bij het grote publiek was hij vooral bekend als presentator van I'm Sorry I Haven't a Clue.
- Biblioteca Nacional de España: XX4660215
- Bibliothèque nationale de France: cb124015629 (data)
- Catàleg d'autoritats de noms i títols de Catalunya: 981058519342706706
- Gemeinsame Normdatei: 124589340
- International Standard Name Identifier: 0000 0003 6859 7846
- Library of Congress Control Number: n81139235
- Nationale Bibliotheek van Letland: 000331553
- MusicBrainz: bb834ed2-681e-4617-8fb7-4ad563b72ac2
- Nationale Bibliotheek van Tsjechië: xx0140656
- Nederlandse Thesaurus van Auteursnamen: 068073615
- LIBRIS: 309018
- Système universitaire de documentation: 160665817
- Virtual International Authority File: 12393429
- WorldCat: E39PBJfh4VgQBy6FMCdBDrPWjC